# Vermipardus promontorii
Vermipardus promontorii är en tvåvingeart som först beskrevs av Elisabeth K. Stuckenberg 1961.  Vermipardus promontorii ingår i släktet Vermipardus och familjen Vermileonidae. Inga underarter finns listade i Catalogue of Life.